# Șuici
Șuici è un comune della Romania di 2 724 abitanti, ubicato nel distretto di Argeș, nella regione storica della Muntenia.